# Tragocephala crassicornis
Tragocephala crassicornis är en skalbaggsart som beskrevs av Jordan 1903. Tragocephala crassicornis ingår i släktet Tragocephala och familjen långhorningar.
Artens utbredningsområde är Madagaskar. Inga underarter finns listade i Catalogue of Life.